# Theo, wir fahr'n nach Lodz
Theo, wir fahr'n nach Lodz è una canzone pop-Schlager incisa nel 1974 dalla cantante greca Vicky Léandros, di cui costituisce anche la hit più rappresentativa.
Il brano, il cui testo è stato scritto da Klaus Munro e Leo Léandros, è un riadattamento di un canto militare del 1914-1915, Rosa, wir fahr'n nach Lodz, composto da Artur Marcell Werau (1887–1931; autore della melodia) e Fritz Löhner-Beda (1883-1942; autore del testo), che a sua volta trae origine da una canzone popolare intonata dagli Ebrei polacchi nel XIX secolo.
Il singolo, prodotto da Leo Léandros e pubblicato su etichetta Philips Records, raggiunse il 1º posto delle classifiche in Germania.
La Léandros ne ha inciso anche delle versioni in inglese, intitolate Henry, Let's Go to Town (per gli Stati Uniti) e Danny, Teach Me to Dance (per il Regno Unito) e una in francese, intitolata Théo, on va au bal (per la Francia e il Canada).

## Storia

### Composizione

#### Origini
Le origini del brano Rosa wir fahr'n nach Lodz, da cui poi è stata tratta la canzone Theo, wir fahr'n nach Lodz, risalgono forse alla guerra dei trent'anni (1618-1648).
Nel XIX secolo, la canzone veniva intonata dagli Ebrei di Łódź con le parole "Itzek, komm' mit nach Łódź" (ovvero "Itzek, vieni con me a Łódź") o simili come "Leo, wir geh'n nach Łódź, wir bau'n ein Haus und eine Fabrik" ("Leo, andiamo a Łódź, costruiamo una casa e una fabbrica").
Successivamente, il brano fu rimodellato nel 1914 dai compositori ebreo-austriaci Artur Marcell Werau e Fritz Löhner-Beda con il titolo di Rosa, wir fahr'n nach Lodz, per essere intonato dalla truppe austriache, dove "Rosa" non era un nome di donna, bensì l'appellativo dato ad un cannone.

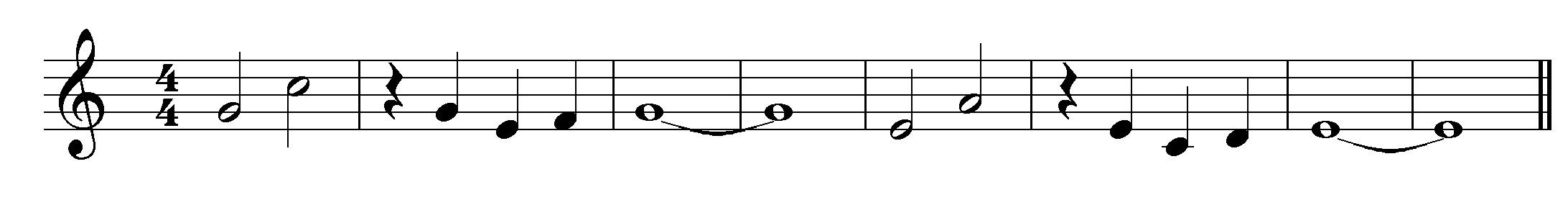
Il ritornello di Rosa, wir fahr'n nach Lodz (1914-1915), ripreso poi nel brano Theo, wir fahr'n nach Lodz

#### DaRosa, wir fahr'n nach LodzaTheo wir fahr'n nach Lodz
L'idea della composizione di Theo, wir fah'rn nach Lodz fu concepita da Leo Léandros, padre di Vicky Léandros, nel 1972, dopo aver sentito il brano Rosa, wir fahr'n nach Lodz nella fiction televisiva tedesca Der brave Soldat Schweijk, diretta da Wolfgang Liebeneiner e con protagonista Fritz Muliar ed ispirata al racconto di Jaroslav Hašek Il buon soldato Švejk.

### Il successo
Il brano fu presentato ufficialmente in Germania Ovest nel programma della ZDF Starparade, trasmesso il 16 maggio 1974.
Da quel momento, diventò la hit favorita di radio e discoteche tedesche. Il singolo rimase in classifica per 27 settimane, raggiungendo - come detto - il primo posto.

## Testo
Il testo esprime la voglia di lasciare un paesino di campagna, definito "dimenticato da Dio" (gottverlass'nes Dorf) e "questo nido maledetto" (dies verdammtes Nest), pieno solo di fieno e letame,  e di trasferirsi in città (nella fattispecie, la città di Łódź).

## Tracce[2]
1. Theo, wir fahr'n nach Lodz   3:52
2. Du und ich und der Himmel  4:00

## Classifiche
| Paese          | Posizione massima | Nr. di settimane |
| -------------- | ----------------- | ---------------- |
| Austria        | 15                | 8                |
| Germania Ovest | 1                 | 27               |
| Paesi Bassi    | 12                | 6                |
| Svizzera       | 5                 | 11               |

## Aneddoti legati al brano
- Il 23 settembre 2009, in occasione del 60º compleanno di Vicky Léandros, la cantante ha ricevuto dalla politica polacca Hanna Zdanowska, oltre che gli auguri, anche l'invito ufficiale di recarsi a Łódź[8]

## Il brano nella cultura di massa
- Il brano è stato inserito come "tema conduttore" di un episodio della seconda stagione della serie televisiva L'ispettore Derrick, episodio intitolato Allarme al 12º distretto (Alarm auf Revier 12) e diretto da Zbyněk Brynych[12]
- Una cover del brano è stata utilizzata nel 2009 per un video di promozione turistica della città di Łódź, video realizzato da Małgorzata Kamińska e Wojciech Bruszewski[8]

## Cover
Una cover del brano è stata incisa da Dieter Thomas Kuhn e la sua orchestra